# Luigi Grecchi
 (novembre 2009).
Luigi Grecchi est un scénariste italien de bande dessinée, né en 1923 à Milan en Italie et mort en 2001.

## Biographie
Luigi Grecchi commence sa carrière de scénariste en 1945 pour les éditions Taurina. 
- 1946 : Glauco et Jane dessiné par G. Perego dans Albie Avventura (Taurina).
- 1947 : Urang l’uomo della foresta dessiné par Pietro Sartoris (le S de SGS) pour les Albi Mignon.

À partir de cette date, il se met à travailler pour Universo.
- 1947 à 1959 : récits complets pour Albi Intrepido.
- 1949 : Forza John ! dessiné par Erio Nicolo puis Lina Buffolente pour L'Intrepido. En France, cette série parait dans Kali aux Éditions Jeunesse et vacances sous le titre En avant John! ou auparavant dans L'Intrépide, TV Jeunes (1950 à 1963).
- 1951 à 1963 : Bufalo Bill dessiné par Carlo Cossio. En France dans diverses revues dont Buffalo Bill chez Jeunesse et Vacances, dans Carabina Slim chez Mon journal et sous le titre Duck Hurricane dans Tarzan.
- 1951 à 1964 : Roland Eagle dessiné par Ferdinando Corbella. En France, dans L'Intrépide ou chez Jeunesse et Vacances sous le titre de L'Aigle des sept mers ou chez Lug sous l'appellation Roland, héros des mers.
- 1952 à 1964 : Chiomadoro, il principe del Sogno dessiné par Erio Nicolo. En  France sous le titre Chandra Prince Royal dans Hurrah !, l'Intrépide puis Mireille (1953 à 1964)
- 1953 : Il lupo e l'agnello, Capuccino e cappuccetto, Pico Panda e Paco Serse, Pierini Porrcospini e C dessiné par Gino Gavioli, Narciso Putiferio pour Il Monello.
- 1954 à 1970 : Le Cavalier Inconnu dessiné par Raphaelo Marcello pour la Sagédition paru dans les revues Pépito, Pépito Magazine, Titi Poche ou dans son propre titre ainsi que dans quelques albums.In Italia edito dalla Cenisio con il titolo "Il Cavaliere Sconosciuto".
- 1956 à 1966 : Fiordistella la Reginetta del Cielo dessiné par C. Putato puis Lina Buffolente. En France dans Mireille sous le titre de Princesse des Étoiles.
- 1957 à 1963 : Rick Providenza dessiné par Ferdinando  Corbella pour Albi dell’Intrepido
- 1961 : Junior dessiné par Loredano Ugolini. En France sous le même nom dans Super J et d'autres revues aux éditions Jeunesse et Vacances
- quelques épisodes de Rocky Rider dessiné par Mario Uggeri ou Loredano Ugolini. En France dans le fascicule éponyme aux éditions Jeunesse et Vacances.
- 1965 : des épisodes de Rintintin dessiné par Fernando Fusco pour la revue Le Cheval de fer directement pour Sagédition.
- 1967 : Le Prince Fantôme dessiné par Carlos Roume.
- 1968 : Rock e Roll dessiné par Fernando Fusco.
- 1968 à 1970 : Lone Wolf dessiné aussi par Ferdinando Fusco puis par Carlo Savi, Pablo Contador ou J. Xavier jusqu’en 1981. En France de 1971 à 1995 dans Kiwi aux éditions Lug.
- 1969 à 1975 : Willy West dessiné par Fernando Fusco.
- Années 1970 : quelques épisodes de Rintintin dessinés par Lino Jeva pour les éditions Cenisio.
- 1971 : Henri Sprint pour les éditions Cenisio. En France, dans la revue éponyme chez Sagédition.
- 1972 à 1978 : I due dell’ Apocalise dessiné par Fusco puis par Gino Pallotti. En France, publié dans Waki puis Rodéo sous le titre Les Deux de l’Apocalypse.
- 1976 à 1981 : Baby Bang dessiné par Gino Pallotti puis par Restani. En France, dans Rodéo.
- 1979 à 1980 : Auto-Stop dessiné par Lamberto Lambardia pour Albo Blitz. En France, dans Rodéo.
- 1981 : Yuri Thunderbolt dessiné par Mario Guida en 1981. En France dans Rodéo.
- 1985 : I, Positronici dessiné par Stefano Toldo.
- 1987 : un épisode de Mister No dessiné par Roberto Diso pour Sergio Bonelli Editore.
- 1989 : Amok dessiné par Raffaele Carlo Marcello aux Éditions Albin Michel.

Il a aussi rédigé des épisodes de Watami publié dans Robin des Bois chez Jeunesse et Vacances.
Dans les années 90, il abandonne la bande dessinée pour se consacrer à l’écriture d’ouvrages de biologie et à une rubrique sur la mer pour une radio italienne. Il meurt en 2001.

## Publications
- série Buffalo Bill (avec Rafaël Mendez et Carlo Cossio), publiée dans West